# Erin Brady

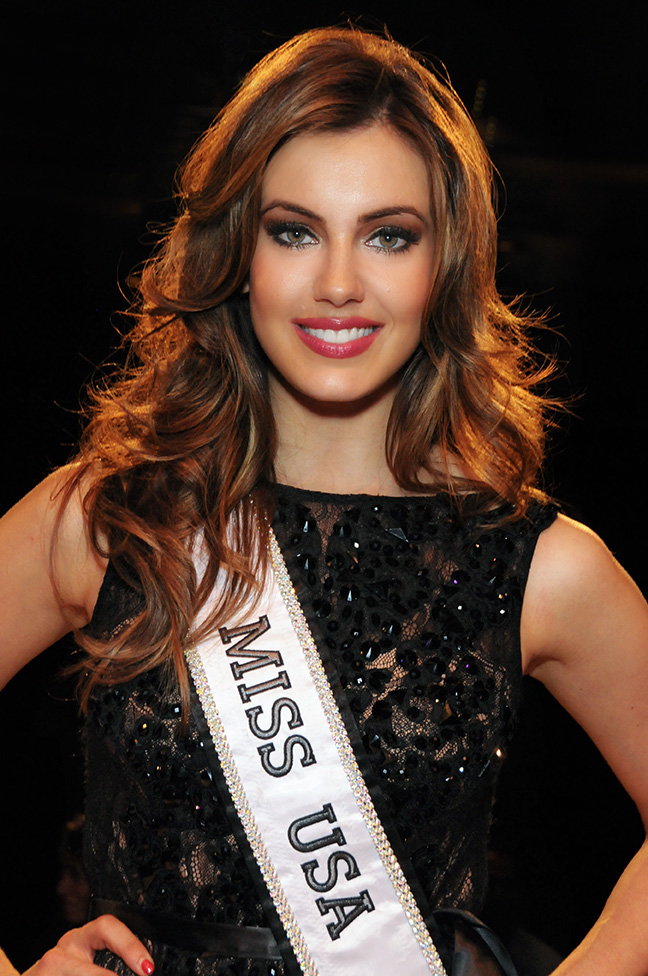
Erin Brady

Erin Joyce Brady, född 5 november 1987 i East Hampton, Connecticut, är en amerikansk fotomodell och vinnaren av skönhetstävlingen Miss USA 2013 där hon representerade Connecticut. Hon var den första tävlande för sin delstat som vann titeln Miss USA.